# Hildebert Derre
Hildebert Derre (Antwerpen, 11 juli 1886 – Antwerpen, 21 april 1964) was een Belgisch beeldhouwer. De belangrijkste informatiebron (naast de afbeeldingen van zijn werk die op het internet te vinden zijn) is het Letterenhuis te Antwerpen, dat een verzameling documenten, affiches en foto's bezit.
In 1999 vond een tentoonstelling van zijn werk plaats in het Districtshuis van Wilrijk.

## Levensloop

### Jonge jaren
Hildebert studeerde aan de kunstacademie van Antwerpen bij onder meer Frans Deckers en Jacques De Braekeleer, daarna aan de academie van Brussel bij Charles Van der Stappen.
Na zijn huwelijk met Emma De Roeck in 1910 vestigde hij zich te Borgerhout. Het gezin (met twee zonen en een dochter) zou later nog herhaaldelijk verhuizen. Volgens een niet-gedateerde reclamekaart bevonden zijn magazijnen en werkhuizen (een groot- en kleinhandel) zich te Antwerpen, Muizenstraat 21.

### Eerste Wereldoorlog
Tijdens de Eerste Wereldoorlog week Hildebert met zijn familie uit naar Nederland. Hij gaf er onder meer les aan de toenmalige prinses Juliana, dochter van koningin Wilhelmina en prins Hendrik. Dit maakte hem bekend, waardoor hij opdrachten kreeg als beeldhouwer van koppen. Hij maakte er onder meer de kop van de burgemeester van Franeker en van een vlootvoogd. Van 1915 tot 1919 was hij in opdracht van de Commissie van de Gemobiliseerde Troepen leraar in het boetseren in de kampen van Ede, Millingen en Arnhem. Hij ontving in 1915 een medaille van koningin Wilhelmina op een tentoonstelling in Den Haag waar het Nederlandse vorstenhuis vijf van zijn werken kocht.

### Terug in België
Na de oorlog maakte Hildebert Derre, naast religieus werk, vooral portretbustes en koppen, meestal in plaaster, soms in brons, van vooraanstaande Vlamingen als componist Peter Benoit, Cyriel Verschaeve, Hugo Verriest, Antoon van Dyck, Guido Gezelle, Felix Timmermans, Karel van de Woestijne, Ernest Claes, Albrecht Rodenbach, Jan Oscar De Gruyter, Cesar De Bruycker, Hendrik Conscience, August Borms, Stijn Streuvels, August Vermeylen en historische figuren.
Hij was betrokken bij de inrichting van verschillende paviljoenen van de Wereldtentoonstelling van 1930. Toen in 1937 de film Sneeuwwitje van Walt Disney furore maakte, produceerde Derre onder licentie terracotta-tuinkabouters gebaseerd op de film. Een Onze-Lieve-Vrouw-beeld van hem bevindt zich op de hoek van de Stenenbrug en de Morkhovenlei te Borgerhout.

### Na de Tweede Wereldoorlog
Hildebert Derre was diep Vlaamsbewust, waardoor hij het slachtoffer werd van de volksrepressie. In 1945 werd hij verdreven uit zijn woning aan de Turnhoutsebaan in Borgerhout.
Naoorlogse werken zijn onder meer het gedenkteken voor de gesneuvelden van de beide wereldoorlogen in Ruisbroek (1953) (in samenwerking met P. Hollemans, beschermd monument), het beeld van Sint-Jozef aan de voormalige Sint-Jozefsschool aan de Kruishofstraat te Wilrijk (1958) en het beeld van Sint-Lambertus in de gevel van de Sint-Lambertusschool aan de Oordersesteenweg in Ekeren (1962). 
In 1958 werd hij belast met de restauratie van de praalwagens van de Antwerpse Ommegang.
In 1961 werd Hildebert Derre te Wilrijk gehuldigd ter gelegenheid van zijn vijfenzeventigste verjaardag.